# Saint-Laurent (Haute-Savoie)
Saint-Laurent település Franciaországban, Haute-Savoie megyében. Lakosainak száma 836 fő (2022. január 1.). Saint-Laurent Amancy, La Roche-sur-Foron, Saint-Pierre-en-Faucigny, Saint-Sixt és Glières-Val-de-Borne községekkel határos.

## Népesség
A település népessége az elmúlt években az alábbi módon változott:
| Lakosok száma | 806  | 818  | 851  | 836  | 837  | 839  | 840  | 841  | 836  |
|               | 2013 | 2015 | 2016 | 2017 | 2018 | 2019 | 2020 | 2021 | 2022 |